# Scopula obturbata
Scopula obturbata är en fjärilsart som beskrevs av Walker 1861. Scopula obturbata ingår i släktet Scopula och familjen mätare. Inga underarter finns listade.